# Kristian Østergaard
Kristian Østergaard (ur. 24 lipca 1984 w Sydthy) – duński wioślarz.

## Osiągnięcia
- Mistrzostwa Świata Juniorów – Duisburg 2001 – czwórka podwójna – 17. miejsce[1].
- Mistrzostwa Świata Juniorów – Troki 2002 – dwójka podwójna – 9. miejsce[1].
- Mistrzostwa Świata – Mediolan 2003 – ósemka – 15. miejsce[1].
- Mistrzostwa Świata U-23 – Amsterdam 2005 – jedynka – 19. miejsce[1].
- Mistrzostwa Europy – Poznań 2007 – dwójka podwójna – 11. miejsce[1].
- Mistrzostwa Europy – Montemor-o-Velho 2010 – czwórka podwójna – 12. miejsce[1].